# Florac
Florac foi uma antiga comuna francesa na região administrativa de Occitânia, no departamento de Lozère. Estendia-se por uma área de 29,89 km², com uma população de 1996 habitantes, segundo os censos de 1999, com uma densidade de 67 hab/km².
Em 1 de janeiro de 2016, passou a fazer parte da nova comuna de Florac Trois Rivières.